# Сивков Сергій Васильович
Сергій Васильович Сивков (1896 — 19??) — радянський діяч. Член РСДРП(б), Член Всеукраїнського Центрального Виконавчого Комітету ВУЦВК. Учасник встановлення радянської влади в Україні. У 1918-1919 рр. голова Ніжинської революційно-військової ради та Ніжинського повітового революційного комітету.